# Sylwan (Mrakić)
Sylwan, imię świeckie Aleksandar Mrakić (ur. 17 września 1979 w Sydney) – biskup Serbskiego Kościoła Prawosławnego.

## Życiorys
Urodził się w rodzinie serbskich emigrantów z Hercegowiny. Ukończył seminarium św. Piotra Cetyńskiego w Cetyni (2003) oraz w seminarium w Belgradzie (2005). Po powrocie do Australii został nowicjuszem w monasterze św. Sawy „Nowy Kalenić” koło Canberry. W trakcie odbywania nowicjatu studiował w Rosji.
18 grudnia 2010 w cerkwi Wprowadzenia Najświętszej Maryi Panny do Świątyni w Monasterze Pustinja w Poćute (eparchia valjewska) przyjął postrzyżyny mnisze z imieniem Sylwan na cześć św. Sylwanа z Atosu, a następnego dnia – święcenia diakońskie.
W latach 2012–2014 odbył podyplomowe studia w Greckiej Prawosławnej Szkole Teologicznej św. Andrzeja w Sydney (w jurysdykcji Patriarchatu Konstantynopola).
21 listopada 2014 w Monasterze Ćelije został wyświęcony na kapłana.
7 sierpnia 2016 w belgradzkim soborze św. Michała Archanioła odbyła się jego chirotonia biskupia, której przewodniczył patriarcha Serbii Ireneusz. Uroczysta intronizacja miała miejsce 22 października 2016 w soborze św. Jerzego w Sydney.
Autor kilku prac naukowych dotyczących spuścizny teologicznej św. Justyna (Popovicia).
Jest pierwszym zwierzchnikiem metropolii Australii i Nowej Zelandii urodzonym w Australii.